# Бум (фильм, 1980)
«Бум» (фр. La Boum) — французская романтическая комедия 1980 года. Фильм, сделавший известной Софи Марсо.

## Сюжет
В фильме рассказывается история 13-летней девочки-подростка Вик (Софи Марсо). Она приходит в новую школу, её подругой становится девочка по имени Пенелопа. Вик и Пенелопа вместе начинают искать свою любовь, а идеальное место для знакомства с молодыми людьми — это намечающаяся большая вечеринка (бум). Родители не хотят пускать туда Вик, но благодаря мудрым советам прабабушки Пупетты (Дениз Грей) Вик удаётся их уговорить. На вечеринке она встречает Матьё и влюбляется в него без памяти. Их отношения постепенно развиваются.
В то же время между родителями Вик намечается разлад: любовница отца Вик требует последней ночи вместе. Франсуа приходится врать жене, и в конце концов он не выдерживает и рассказывает ей о своих изменах. Между Франсуаз (матерью Вик) и школьным учителем немецкого Эриком Леманом (Бернар Жиродо) вспыхивает роман. Чуть позднее выясняется, что Франсуаз беременна, но отец ребёнка — Франсуа. Лишь к концу фильма родители Вик мирятся.

## В ролях
- Софи Марсо — Вик Берретон
- Клод Брассёр — Франсуа Берретон
- Брижит Фоссе — Франсуаза Берретон
- Дениз Грей — Пупетт Валадье
- Бернар Жиродо — Эрик Леман
- Жан-Мишель Дюпюи — Этьен Ланье
- Доминик Лаванан — Ванесса
- Александр Стерлинг — Матьё
- Шейла О’Коннор — Пенелопа Фонтане
- Александра Гонен — Саманта Фонтане
- Ришар Боренже — Антуан
- Фредерик де Паскаль — Гибер
- Робер Дальбан — Серж
- Жан-Пьер Кастальди — Брассак
- Жак Ардуэн — отец Рауля

## Создание
Созданная на стыке 1970-х — 1980-х годов, картина отражает атмосферу Франции того времени. В фильме показаны и несерьёзные подростковые проблемы первой любви, и распадающийся брак взрослых людей.
1. ↑  http://www.imdb.com/title/tt0082100/
2. ↑  https://www.siamzone.com/movie/m/236